# La bête tue de sang-froid
Pour plus de détails, voir Fiche technique et Distribution.
La bête tue de sang-froid ou Le Dernier Train de la nuit (L'ultimo treno della notte) est un giallo italien réalisé par Aldo Lado et sorti en 1975.
le film suit deux jeunes filles qui doivent se rendre pour le week-end dans la famille de l'une d'elles. Dans le train de nuit qu'elles empruntent, elles sont agressées par deux marginaux accompagnés d'une femme désaxée. 

## Synopsis
Deux jeunes femmes, Margaret et Lisa, s'apprêtent à prendre le train de nuit de Munich, en Allemagne de l'Ouest, pour aller passer Noël chez les parents de Lisa, en Italie. Elles découvrent que le train est plein et sont obligées de s'asseoir dans le couloir. Pendant ce temps, deux petits délinquants, Fusto et Grasso, montent également dans le train au départ de Munich pour échapper à un policier qui les poursuit. Les deux voyous rencontrent Margaret et Lisa, qui les aident à se cacher du contrôleur. Fusto rencontre ensuite une femme blonde de classe supérieure qu'il tente d'agresser dans les toilettes, avant qu'elle ne le séduise agressivement. Alors que Grasso se bat, les filles se méfient de plus en plus du comportement des deux voyous et s'enfoncent dans le train pour leur échapper.
Arrivé à Innsbruck en Autriche, le train est arrêté et fouillé à la suite d'une information selon laquelle une bombe se trouverait à bord. Les filles décident d'appeler les parents de Lisa pour les informer du retard, mais ne parviennent pas à les joindre. Pendant ce temps, en Italie, les parents de Lisa préparent Noël et organisent un dîner pour leurs amis, au cours duquel le père de Lisa, un médecin, dénonce la violence croissante dans la société. De retour à Innsbruck, les filles prennent un autre train qui les mènera directement à leur destination. Cependant, en montant dans le nouveau train, elles découvrent qu'il est vieux, délabré et pratiquement vide. Trouvant un compartiment dans le dernier wagon, elles s'installent pour leur voyage, heureuses d'avoir enfin des places assises, et commencent à manger un panier-repas à la lueur des bougies.
Alors que le train s'enfonce dans la nuit, les filles découvrent avec effroi que les deux voyous et la femme blonde sont également à bord, et les trois s'introduisent rapidement dans le compartiment des filles. Fusto et la blonde se livrent alors à divers actes obscènes tout en narguant les filles. Curly bat Margaret pour la soumettre et oblige Lisa à le masturber. La blonde aperçoit un autre passager, un voyeur, qui les observe par la fenêtre du compartiment. Les deux voyous s'emparent de l'homme et le forcent à violer Margaret, mais ils sont distraits par les vomissements de Lisa, et l'homme s'échappe.
La blonde encourage Grassi à violer Lisa, mais il ne parvient pas à briser son hymen. Bien que Fusto s'inquiète de plus en plus de la tournure que prennent les événements, la blonde maintient Lisa au sol tout en encourageant Curly à la taillader avec son couteau à cran d'arrêt pour l'aider. La blonde s'empare avec enthousiasme du couteau et poignarde Lisa profondément, provoquant une hémorragie et la mort de cette dernière. Margaret s'échappe et parvient à s'enfermer dans les toilettes pendant que la blonde ordonne aux deux voyous de la ramener ; la blonde pense d'abord que Lisa feint la mort et la gifle jusqu'à ce qu'elle se rende compte qu'elle est décédée. Affolée, Margaret grimpe par la fenêtre et se jette du train, en se tuant dans sa chute. Les hommes jettent le corps de Lisa par la fenêtre, puis les bagages de leurs victimes, volant leurs billets et d'autres objets.
Arrivés à la gare pour accueillir les filles, les parents de Lisa s'inquiètent de ne pas les voir arriver. Le chef de gare leur apprend que leur train a été retardé. Le médecin et sa femme décident donc de rentrer chez eux. En partant, ils croisent la blonde et les deux voyous ; Giulio accepte de les emmener chez lui pour soigner la blessure que la blonde s'est faite à la jambe. La mère de Lisa se méfie de ces invités lorsqu'elle voit Grassi porter une cravate identique à celle qu'on lui a dit que Lisa avait achetée pour son père comme cadeau de Noël. Le trio continuant à se comporter de manière suspecte, Giulio décide de les ramener en ville et va chercher la voiture. Alors qu'il est dans la voiture, il entend à la radio que le cadavre de sa fille a été retrouvé près de la voie ferrée.
Comprenant que ses invités sont responsables, Giulio confronte la blonde à l'extérieur, mais elle le convainc que les deux voyous ont tué les filles et qu'ils ont menacé de lui faire subir le même sort. La croyant, Giulio la laisse avec sa femme avant de partir à la recherche des autres. Il découvre Grasso dans sa salle d'opération en train de s'injecter de l'héroïne ; il l'attrape et lui enfonce l'aiguille dans le bras, ce qui provoque une overdose. Il frappe ensuite Grasso à plusieurs reprises avec divers meubles et instruments chirurgicaux.
Apercevant Fusto qui tente de s'enfuir, il s'empare d'un fusil de chasse et le poursuit dans les jardins. Grasso parvient à ramper jusqu'à l'allée et tente d'attraper la blonde, mais celle-ci lui assène un coup de pied mortel. Giulio blesse Fusto à la jambe avant de lui tirer dessus à bout portant. Alors que la police arrive, le sort de la blonde reste incertain.

## Fiche technique
- Titre original : L'ultimo treno della notte
- Titre français : La bête tue de sang-froid ; Le Dernier Train de la nuit (ressortie DVD) ; La Chienne du train de nuit, Train d'enfer (titres alternatif)
- Réalisation : Aldo Lado
- Scénario : Renato Izzo et Aldo Lado, d'après une histoire de Roberto Infascelli et Ettore Sanzò
- Décors : Franco Bottari
- Costumes : Franco Bottari
- Photographie : Gábor Pogány
- Montage : Alberto Gallitti
- Musique : Ennio Morricone
- Production : Erno Bistolfi
- Société de production : European Incorporation
- Pays d'origine :  Italie
- Langue : italien
- Format : Couleurs - 35 mm - 1,85:1 - Son mono
- Genre : Giallo, rape and revenge
- Durée : 94 minutes
- Dates de sortie : 
  - Italie : 8 avril 1975
  - France : 30 août 1978
- Classification : 
  - France : Film interdit aux moins de 16 ans lors de sa sortie

## Distribution
- Flavio Bucci : Fusto
- Macha Méril : la dame blonde dans le train
- Gianfranco De Grassi : Grasso
- Enrico Maria Salerno : le professeur Giulio Stradi
- Laura D'Angelo (it) : Lisa Stradi
- Irene Miracle : Margareth Hoffenbach
- Marina Berti : Laura Stradi
- Franco Fabrizi : le voyeur

## Autour du film
- Le tournage s'est déroulé à Innsbruck en Autriche, Munich en Allemagne et Vérone en Italie.
- La chanson du générique est interprétée par Demis Roussos.
- Dans les commentaires présents sur le DVD français édité par Neo Publishing, Federico Caddeo explique que le titre français La bête tue de sang-froid est une reprise de la traduction d'un film de Fernando Di Leo, La bestia uccide a sangue freddo, sorti en France sous celui de La Clinique sanglante (1971)[1]. Pour l'édition française du DVD, le film fut renommé Le Dernier Train de la nuit, traduction littérale du titre original. Lors de la sortie du film en version intégrale en Blu-Ray édité par Le Chat qui fume en 2020, le film retrouve son titre original français d'exploitation en salles : La Bête tue de sang froid[2].
- La bête tue de sang-froid marque les débuts au cinéma de l'actrice Irene Miracle.

## Sortie vidéo
La Bête tue de sang froid sort en Blu-ray le 24 juillet 2020 édité par Le Chat qui fume, avec en complément une interview de Aldo Lado et des interviews des acteurs et de l'équipe du film.

## Article annexe
- Film de Noël